# Dvärgplanet

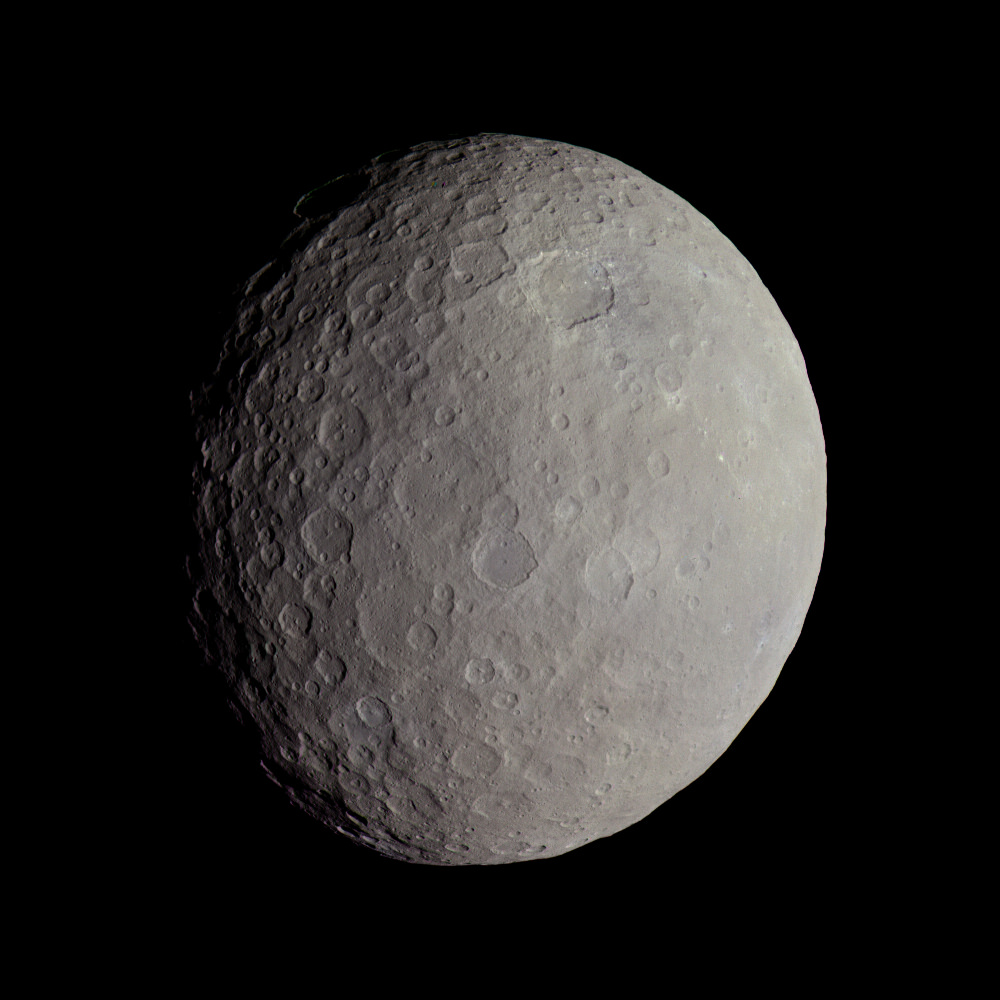
Rymdsonden Dawn fotograferar Ceres 2015

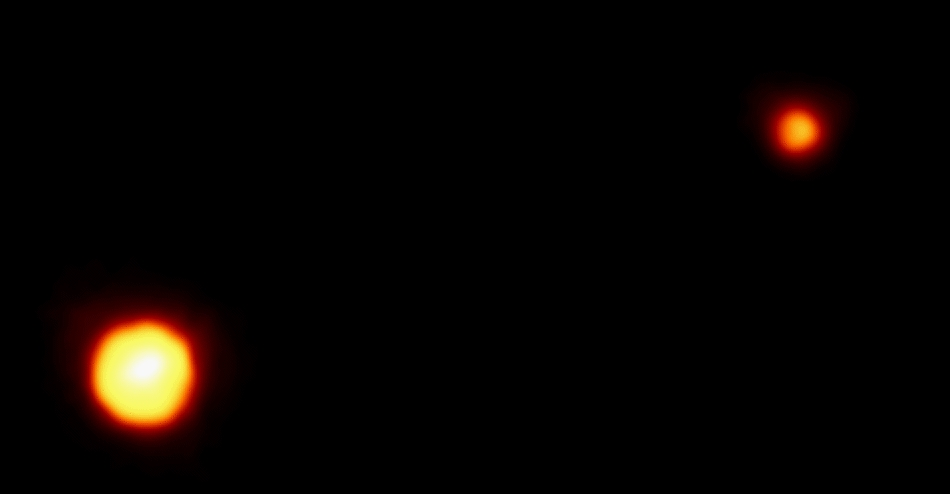
Pluto och Charon. Pluto ansågs vara en planet från att den upptäcktes 1930, men omklassificerades som en dvärgplanet 2006.

En dvärgplanet är enligt Internationella astronomiska unionens (IAU) definition en himlakropp, som ligger i en bana kring en sol, har en tillräckligt stor massa för att göras rund av sin egen gravitation, men som samtidigt inte har rensat undan alla planetesimaler kring sin egen omloppsbana och som inte är en måne. En planet måste alltså ha tillräcklig massa för att övervinna stelkroppskrafterna och uppnå hydrostatisk jämvikt.
Begreppet dvärgplanet infördes 2000 som en del av den tredelade kategoriseringen av himlakroppar med en bana runt solen. Orsaken till omkategoriseringen var upptäckten av ett flertal transneptunska objekt som konkurrerade med Pluto i storlek och slutligen upptäckten av Eris, som man inledningsvis till och med trodde var större. Detta innebar att en dvärgplanet blev ett mellanting mellan en konventionell planet och småplaneter som till exempel asteroider. Den officiella definitionen som antogs av IAU 2006 har både hyllats och kritiserats och är än i dag ifrågasatt av vissa forskare.
IAU erkänner för närvarande fem dvärgplaneter: Ceres, Pluto, Haumea, Makemake och Eris.  Emellertid har endast Pluto och Ceres observerats tillräckligt noggrant för att påvisa att de stämmer in på definitionen. Eris har accepterats som dvärgplanet eftersom den är större än Pluto, men detta gjorde att Plutos massa blev brytpunkten för transneptunska dvärgplaneter (plutoider). Därefter beslutade IAU att ej namngivna transneptunska objekt med en absolut magnitud mindre än +1 (och därigenom en teoretisk minsta diameter på 839 km) ska namnges under antagande att de är dvärgplaneter. Vid tidpunkten fanns endast två kända sådana objekt, Makemake och Haumea. Dessa namngavs och förklarades sedan som dvärgplaneter.
Den amerikanske astronomen Michael E. Brown spekulerar i att ytterligare minst 40 kända objekt i solsystemet kan vara dvärgplaneter, och uppskattar att upp till 200 dvärgplaneter kan upptäckas då hela regionen känd som Kuiperbältet utforskas och att antalet rentav kan vara så stort som 2 000 om objekt utanför Kuiperbältet tas med i beräkningarna. Hur himlakroppar med liknande attribut i andra solsystem ska benämnas är ännu inte bestämt, men om de var påvisbara skulle de inte betraktas som planeter.

## Begreppets historia
Före de upptäckter som gjorts sedan 1992 och framåt hade astronomer inget behov av en formell definition av en planet. Då Pluto upptäcktes 1930 ansåg astronomer att solsystemet hade nio planeter, tillsammans med tusentals mindre himlakroppar som asteroider och kometer. I nära 50 år ansågs Pluto vara större än Merkurius, men då Plutos måne Charon upptäcktes 1978 blev det möjligt att mäta Plutos massa noggrant och det visade sig att den faktiska massan var betydligt mindre än den ursprungliga uppskattningen. Pluto visade sig bara ha en tjugondel av Merkurius massa och en femtedel av månens, vilket definitivt gjorde Pluto till den minsta planeten i solsystemet. Trots detta var Pluto mer än tio gånger tyngre än det största objektet i asteroidbältet, Ceres. Vidare visade sig Pluto ha många ovanliga egenskaper såsom en stor omloppsexcentricitet och en hög banlutning, vilket gjorde Pluto till en himlakropp som skiljde sig avsevärt mot övriga planeterna i solsystemet.
1992 började astronomer upptäcka objekt i samma region som Pluto (det som i dag kallas Kuiperbältet) och några ännu längre bort. Många av dessa objekt delade samma omloppsbana och Pluto började ses som den största medlemmen i en ny klass av himlakroppar, plutino. Detta fick vissa astronomer att sluta kalla Pluto för en planet. Många termer såsom småplanet, subplanet och planetoid började användas för de himlakroppar som idag kallas dvärgplaneter. Fram till och med 2005 omnämndes ytterligare tre himlakroppar med massa och omloppsbana som liknade Plutos (Quaoar, Sedna och Eris) i vetenskaplig litteratur. Det stod klart att man antingen var tvungen att klassificera även dessa som planeter, eller omklassificera Pluto. Många astronomer insåg även att man troligen skulle hitta ytterligare objekt som Pluto och att antalet planeter skulle börja öka snabbt om Pluto fortsatt skulle vara kvar i kategorin.
År 2006 fastslogs det att Eris (då känd som 2003 UB313) var något större än Pluto och några rapporter hänvisade inofficiellt till den som den tionde planeten. På grund av detta väcktes heta debatter kring frågan i IAU:s generalförsamling i augusti 2006. IAU:s ursprungliga förslag inkluderade Charon, Eris och Ceres i listan över planeter. Ett flertal astronomer invände mot detta förslag och den uruguayanska astronomen Julio Ángel Fernández tog fram ett nytt förslag, i vilket en mellankategori togs fram för himlakroppar som var tillräckligt stora för att bli runda, men som inte hade rensat sin omloppsbana från planetesimaler. Detta förslag inkluderade Pluto, Ceres och Eris i den nya kategorin, då de inte rensat sina omloppsbanor.
IAU:s slutliga resolution antog detta system med tre kategorier för himlakroppar med sin omloppsbana runt solen. Fernández föreslog att dessa mellanting skulle kallas planetoider, men IAU:s division III-sammanträde röstade enhälligt för att kalla dessa för dvärgplaneter. Resolutionen löd i sin helhet (fritt översatt):
| ” | IAU /.../ beslutar att planeter och andra kroppar, förutom naturliga satelliter (månar), i vårt solsystem delas in i tre distinkta kategorier på följande sätt: (1) En planet1 är en himlakropp som (a) ligger i en omloppsbana kring solen, (b) har tillräcklig massa för att dess egen gravitation ska överkomma stelkroppskrafterna så att den uppnår hydrostatisk jämvikt (en nästan rund form) och (c) har rensat sitt närområde i omloppsbanan. (2) En "dvärgplanet" är en himlakropp som (a) ligger i en omloppsbana kring solen, (b) har tillräcklig massa för att dess egen gravitation ska överkomma stelkroppskrafterna så att den uppnår hydrostatisk jämvikt (en nästan rund form)2, (c) inte har rensat sitt närområde i omloppsbanan, och (d) inte är en naturlig satellit. (3) Alla andra objekt3, förutom naturliga satelliter, som cirkulerar kring solen ska kollektivt kallas för "små solsystemskroppar." Fotnoter: 1 De åtta planeterna är: Merkurius, Venus, jorden, Mars, Jupiter, Saturnus, Uranus och Neptunus. 2 En IAU-process ska instiftas för att tilldela gränsobjekt lämplig status. 3 Dessa inkluderar för närvarande en majoritet av solsystemets asteroider, flertalet transneptunska objekt (TNO), kometer och andra små himlakroppar. | „ |

Även om det fanns vissa frågetecken kring hur planeter i andra solsystem skulle komma att klassificeras, beslöt man att inte fatta något beslut i frågan förrän en sådan himlakropp observerats.
IAU:s resolution 6A från 2006 erkände Pluto som en prototyp för en ny kategori av transneptunska objekt. Namnet och den exakta naturen för den här kategorin specificerades inte utan bordlades för senare diskussion inom IAU. I debatten som ledde fram till resolutionen benämndes dessa objekt både som plutoner och plutonska objekt, men inget av dessa namn fick fortsatt användning. Den 11 juni 2008 tillkännagav IAU:s styrelse namnet, plutoid, och en definition: alla transneptunska dvärgplaneter är plutoider. En månad senare, 18 juli 2008, omklassificerade arbetsgruppen för solsystemets nomenklatur den himlakropp som då var känd som (136472) 2005 FY9 som en dvärgplanet, och gav den namnet Makemake.

## Kännetecken
| Himlakropp | Massa (ME*) | Λ/ΛE**      | µ***       |
| ---------- | ----------- | ----------- | ---------- |
| Merkurius  | 0,055       | 0,012 6     | 9,1 × 104  |
| Venus      | 0,815       | 1,08        | 1,35 × 106 |
| Jorden     | 1,00        | 1,00        | 1,7 × 106  |
| Mars       | 0,107       | 0,006 1     | 1,8 × 105  |
| Ceres      | 0,000 15    | 8,7 × 10−9  | 0,33       |
| Jupiter    | 317,7       | 8 510       | 6,25 × 105 |
| Saturnus   | 95,2        | 308         | 1,9 × 105  |
| Uranus     | 14,5        | 2,51        | 2,9 × 104  |
| Neptunus   | 17,1        | 1,79        | 2,4 × 104  |
| Pluto      | 0,002 2     | 1,95 × 10−8 | 0,077      |
| Haumea     | 0,000 67    | 1,72 × 10−9 | 0,02       |
| Makemake   | 0,000 67    | 1,45 × 10−9 | 0,02       |
| Eris       | 0,002 8     | 3,5 × 10−8  | 0,10       |

*ME i Jordmassor.

**Λ/ΛE = M²/P × PE/M2E.

***µ = M/m, där M är himlakroppens massa och m
 är den samlade massan av alla andra himlakroppar 
 kring dess omloppsbana.

### Omloppsdominans
Alan Stern och Harold F. Levison introducerade en parameter Λ, som uttrycker sannolikheten för ett möte som resulterar i en avvikelse i omloppsbana. Värdet på parametern i Sterns modell är proportionell mot massan i kvadrat och omvänt proportionell mot perioden. Detta värde kan användas för att uppskatta en himlakropps kapacitet att rensa området kring dess omloppsbana. En lucka på fem tiopotenser i Λ hittades mellan de minsta stenplaneterna och de största asteroiderna och Kuiperbältets objekt (tredje kolumnen i tabellen över planetära diskriminanter till höger).
Utifrån denna parameter argumenterade Steven Soter med fler astronomer för en åtskillnad mellan dvärgplaneter och de andra åtta planeterna baserad på deras oförmåga att "rensa området kring dess omloppsbana"; planeter kan rensa området kring sin omloppsbana från mindre himlakroppar genom kollision, infångande, eller störningar i gravitationen, medan dvärgplaneter saknar massan för att göra detta. Med andra ord, Soter föreslog en parameter som han kallade planetär diskriminant, betecknad med symbolen µ (my), som representerar en experimentell mätning av den faktiska graden av "renhet" i området kring omloppsbanan (där µ beräknas genom att dividera massan hos himlakroppen i fråga med den total massan hos himlakropparna som delar dess omloppsområde). Det finns ett flertal andra sätt att försöka skilja mellan planeter och dvärgplaneter, men 2006 års definition utgår från det här konceptet.

### Storlek och massa
Då en himlakropp uppnår hydrostatisk jämvikt finns det ingen obalans i gravitationen på dess yta. Skulle ett lager av vätska placeras på denna yta skulle det bilda ett vätskelager med samma form, förutom mindre avvikelser i form av kratrar och sprickor. Detta innebär inte att himlakroppen är en sfär; ju snabbare en kropp rör sig desto mer formas kroppen som en rotationsellipsoid, men sådana krafter påverkar även en vätskeyta. Ett extremt exempel på icke-sfärformad himlakropp i hydrostatisk jämvikt är Haumea, som är dubbelt så bred som den är lång.
Några gränsvärden för massa och storlek hos dvärgplaneter har ännu inte specificerats av IAU. Det finns ingen övre gräns och en himlakropp som är större och massivare än Merkurius, men som inte har rensat området kring sin omloppsbana skulle klassificeras som en dvärgplanet. Den lägre gränsen bestäms av kraven för att uppnå hydrostatisk jämvikt, men storleken eller massan för vilken en himlakropp uppnår denna form beror på dess sammansättning och termiska historia. Det första utkastet till IAU:s resolution 2006 omdefinierade formen för hydrostatisk jämvikt till något som gäller "för himlakroppar med en massa över 5×1020 kg och en diameter större än 800 km, men detta bibehölls inte i det slutliga förslaget.

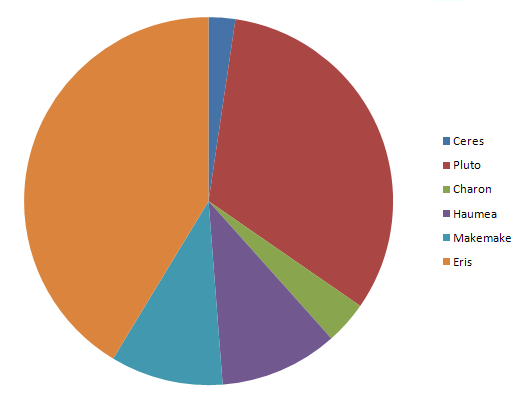
Jämförelse mellan massorna hos de fem kända dvärgplaneterna, plus Charon. Massan för Makemake är en uppskattning.
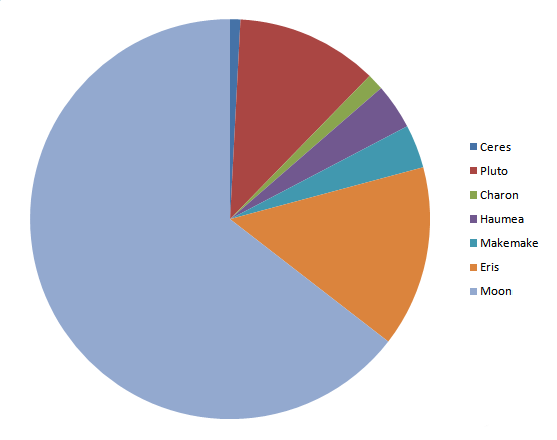
Jämförelse mellan massorna, månen inkluderad.

Empiriska observationer antyder att den undre gränsen kan variera beroende på himlakroppens sammansättning. Exempelvis är Ceres den enda himlakroppen i asteroidbältet som man idag vet har formats rund av sin egen gravitation (även om Vesta kan ha varit det tidigare). Det har därför föreslagits att gränsen där andra steniga himlakroppar likt Ceres avrundas bör ligga runt 400 km i diameter. Mike Brown (en ledande forskare inom det här området och Eris upptäckare) föreslog att den undre gränsen för en isdvärgplanet troligen ligger någonstans under 400 km.
Det är ännu inte klart i vilken grad en avvikelse från en perfekt hydrostatisk jämvikt är tolererbar, eller om det räcker med att objektet uppnått jämvikt för att inkluderas. Alla fasta kroppar i solsystemet, såsom Japetus med sina berg och Mars med sin sköld av vulkaner, avviker till viss del. Detta är avgörande när det gäller asteroiden 4 Vesta, som kan ha avvikit från jämvikt på grund av ett stort nedslag som avlägsnade delar av ena halvklotet.

## Klassificerade dvärgplaneter

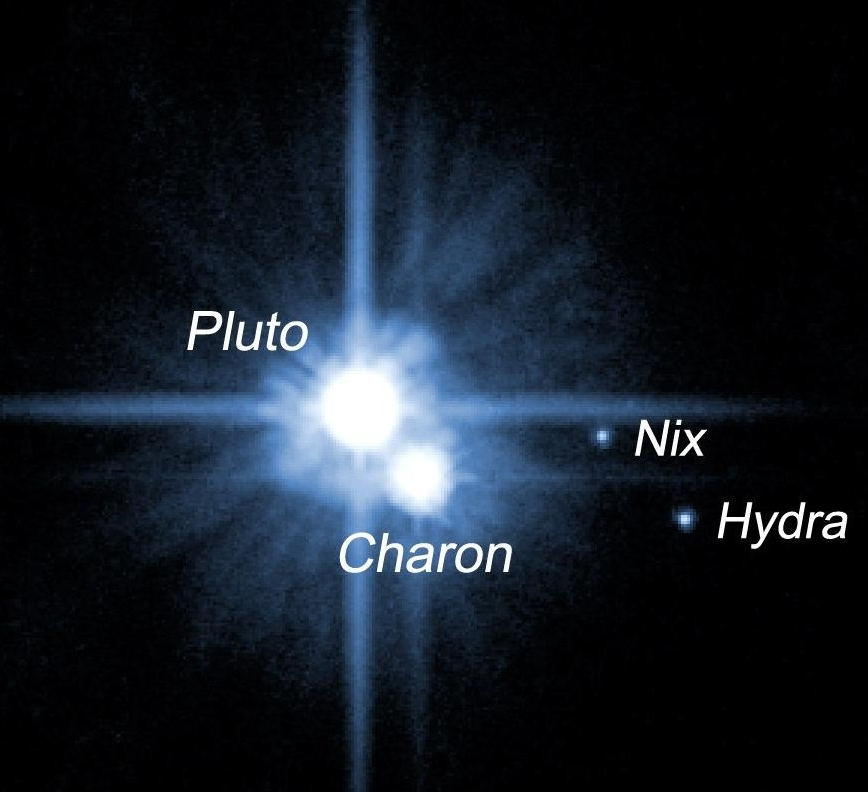
Pluto med dess månar
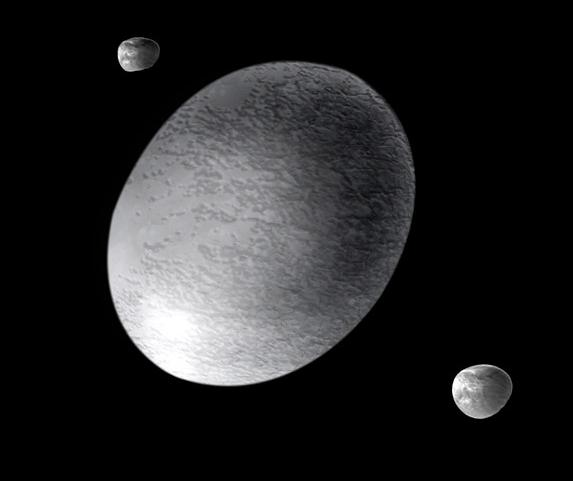
Illustration av Haumea med månarna Hiʻiaka och Namaka
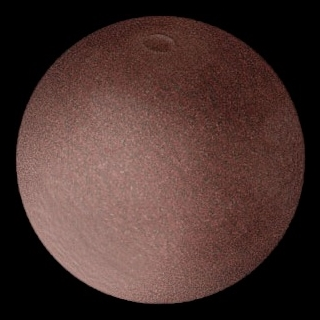
Illustration av Makemake
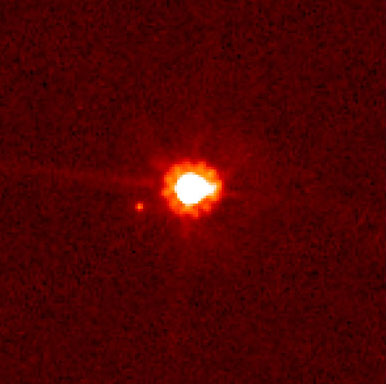
Eris sedd genom rymdteleskopet Hubble
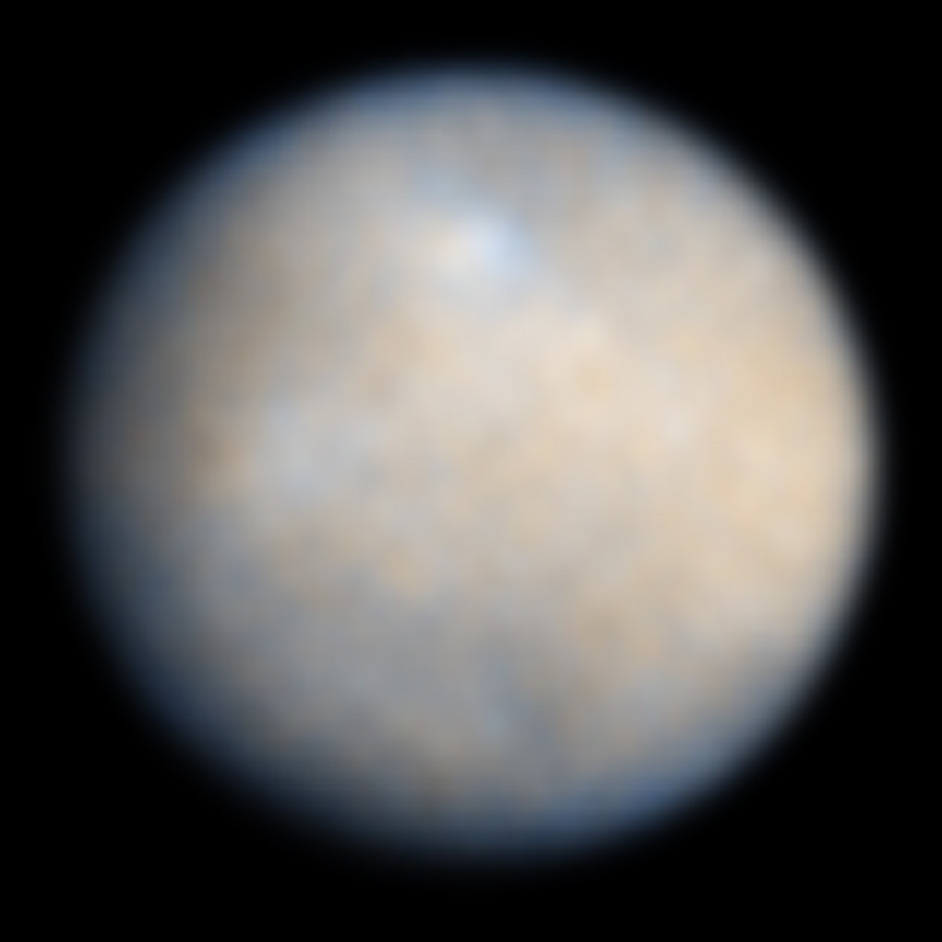
Ceres sedd genom rymdteleskopet Hubble

I och med 2009 har IAU klassificerat fem himlakroppar som dvärgplaneter. Två av dessa, Ceres och Pluto, vet man uppfyller kraven genom direkt observation. De andra tre, Eris, Haumea och Makemake, antas vara dvärgplaneter baserat på matematisk modeller eller, i Eris fall, är större än Pluto och därigenom kvalificerar sig på grund av sin storlek.
1. Ceres  – upptäcktes den 1 januari 1801 (45 år före Neptunus) och ansågs vara en planet i halvt sekel innan den omklassificerades som en asteroid. Ceres klassificerades som en dvärgplanet den 13 september 2006.
2. Pluto  – upptäcktes den 18 februari 1930 och var klassificerad som planet i 76 år. Pluto omklassificerades som en dvärgplanet den 24 augusti 2006.
3. Eris  – upptäcktes den 21 oktober 2003. I media kallades den för den "tionde planeten". Eris blev antagen som dvärgplanet 13 september 2006.
4. Makemake  – upptäcktes den 31 mars 2005 och blev antagen som dvärgplanet den 11 juli 2008.
5. Haumea  – upptäcktes den 28 december 2004 och blev antagen som dvärgplanet den 17 september 2008.

De första rymdsonder som utforskat någon dvärgplanet var NASA:s Dawn och New Horizons, som år 2015 gått in i omloppsbana runt Ceres respektive planeras passera Pluto. Dawn hade dessförinnan även observerat en annan asteroid "på gränsen till" dvärgplanet, Vesta, år 2011.
| Ceres    | Asteroidbältet | 2,77  | 4,60   | 17,882 | 10,59 | 0,080 | 0,33  |
| Pluto    | Kuiperbältet   | 39,48 | 248,09 | 4,666  | 17,14 | 0,249 | 0,077 |
| Haumea   | Kuiperbältet   | 43,34 | 285,4  | 4,484  | 28,19 | 0,189 | ?     |
| Makemake | Kuiperbältet   | 45,79 | 309,9  | 4,419  | 28,96 | 0,159 | ?     |
| Eris     | Scattered disc | 67,67 | 557    | 3,436  | 44,19 | 0,442 | 0,10  |

| Fysiska egenskaper hos dvärgplaneterna | Fysiska egenskaper hos dvärgplaneterna      | Fysiska egenskaper hos dvärgplaneterna | Fysiska egenskaper hos dvärgplaneterna | Fysiska egenskaper hos dvärgplaneterna | Fysiska egenskaper hos dvärgplaneterna | Fysiska egenskaper hos dvärgplaneterna | Fysiska egenskaper hos dvärgplaneterna | Fysiska egenskaper hos dvärgplaneterna | Fysiska egenskaper hos dvärgplaneterna | Fysiska egenskaper hos dvärgplaneterna | Fysiska egenskaper hos dvärgplaneterna | Fysiska egenskaper hos dvärgplaneterna | Fysiska egenskaper hos dvärgplaneterna |
| Namn                                   | Ekvatorialdiameter i förhållande till Månen | Ekvatorialdiameter (km)                | Massa i förhållande till Månen         | Massa (×1021 kg)                       | Densitet (kg/m³)                       | Ytgravitation (m/s2)                   | Flykt- hastighet (km/s)                | Axel- lutning                          | Rotations- period (dagar)              | Månar                                  | Yttemp. (K)                            | Atmosfär                               |                                        |
| -------------------------------------- | ------------------------------------------- | -------------------------------------- | -------------------------------------- | -------------------------------------- | -------------------------------------- | -------------------------------------- | -------------------------------------- | -------------------------------------- | -------------------------------------- | -------------------------------------- | -------------------------------------- | -------------------------------------- | -------------------------------------- |
| Ceres                                  | 28,0 %                                      | 974,6±3.2                              | 1,3 %                                  | 0,95                                   | 2,08                                   | 0,27                                   | 0,51                                   | ~3°                                    | 0,38                                   | 0                                      | 167                                    | ingen                                  |                                        |
| Pluto                                  | 68,7 %                                      | 2306±30                                | 17,8 %                                 | 13,05                                  | 2,0                                    | 0,58                                   | 1,2                                    | 119,59°                                | -6,39                                  | 3                                      | 44                                     | transient                              |                                        |
| Haumea                                 | 33,1 %                                      | 1150+250−100                           | 5,7 %                                  | 4,2 ± 0.1                              | 2,6–3,3                                | ~0,44                                  | ~0,84                                  |                                        |                                        | 2                                      | 32 ± 3                                 | ?                                      |                                        |
| Makemake                               | 43,2 %                                      | 1500+400−200                           | ~5 %?                                  | ~4?                                    | ~2?                                    | ~0,5                                   | ~0,8                                   |                                        |                                        | 0                                      | ~30                                    | transient?                             |                                        |
| Eris                                   | 74,8 %                                      | 2400±100                               | 22,7 %                                 | 16,7                                   | 2,3                                    | ~0,8                                   | 1,3                                    |                                        | ~0.3                                   | 1                                      | 42                                     | transient?                             |                                        |

## Kandidater
Likt det som inträffade med Ceres, kan de tre näst största himlakropparna i asteroidbältet - Vesta, Pallas, and Hygiea - komma att klassificeras som dvärgplaneter om det visas att de formats av hydrostatisk jämvikt. Om än osäkert, visar nuvarande data att detta är osannolikt för Pallas och Hygiea. Vesta verkar emellertid enbart att ha avvikit från hydrostatisk jämvikt på grund av ett stort nedslag som ägt rum innan den tog form; definitionen av en dvärgplanet tar inte upp denna fråga. Rymdsonden Dawn beräknas träda in i Vestas omloppsbana 2011 och hjälpa till att klargöra frågan.
Statusen för Charon (nu ansedd vara en måne till Pluto) är fortsatt osäker, då det för närvarande inte finns någon klar definition som skiljer ett månsystem från ett binärt (dubbelplanet-) system. Det ursprungliga utkastet till resolution 5  som presenterades för IAU uppgav att Charon kunde komma att klassificeras som en planet på grund av att:
1. Charon ensam skulle uppfylla kraven för storlek och form för en dvärgplanet.
2. Charon kretsar med Pluto kring ett gemensamt barycentrum beläget mellan de två himlakropparna (snarare än inuti en av himlakropparna) eftersom Charons massa inte är obetydlig i förhållande till Pluto.

Den definitionen var dock inte kvar i IAU:s slutliga resolution och det är okänd huruvida den kommer att tas upp för framtida diskussion.

### Plutoidkandidater

Illustration över relativ storlek, albedo och färg hos de största transneptunska objekten.

Många transneptunska objekt (TNO) antas ha iskärnor och behöver troligen bara en diameter på cirka 400 km - 3 % av jordens - för att uppnå hydrostatisk jämvikt, vilket skulle göra dem till dvärgplaneter i plutiodklassen. Trots att bara grova uppskattningar på dessa objekts diametrar finns tillgängliga, antas det att ytterligare 42 himlakroppar bortom Neptunus (förutom Pluto och Eris) troligen är dvärgplaneter. Ett forskarlag undersöker ytterligare 30 sådana objekt och tror att det totala antalet kommer visa sig vara runt 200 stycken i Kuiperbältet och många fler bortom det.
Tancredi & Favre (2008) försökte uppskatta vilka TNO som kan komma att klassificeras som dvärgplaneter, baserat både på mätdata och data från ljuskurvor. De föreslog att nio av kandidaterna skulle antas vara dvärgplaneter. Sex av dessa har uppskattats vara minst 900 km i diameter, vilket är den beräknade storleken på den minsta kända dvärgplaneten, Ceres. Detta har även en tionde kandidat, 2002 AW197. De tio huvudsakliga kandidaterna är:
| Namn       | Kategori          | Uppskattad diameter (km) | Uppskattad diameter (km) | Uppskattad diameter (km) | Uppskattad diameter (km) | Massa (×1020 kg) | Omlopps- radie (AU) |
| Namn       | Kategori          | enligt                   | enligt                   | enligt                   | enligt                   | Massa (×1020 kg) | Omlopps- radie (AU) |
| ---------- | ----------------- | ------------------------ | ------------------------ | ------------------------ | ------------------------ | ---------------- | ------------------- |
| Orcus      | plutino (1 måne)  | 1100                     | 909                      | 946                      | 1500                     | 6,2–7,0          | 39,12               |
| Pluto      |                   |                          |                          |                          |                          |                  | 39,48               |
| Ixion      | plutino           | 980                      | 570                      | 650                      | 1065                     | ~5,8             | 39,65               |
| Huya       | plutino           | 480                      | 480                      | —                        | —                        | 0.8–1.6?         | 39.76               |
| Varuna     | cubewano          | 780                      | 874                      | 500                      | 900                      | ~5,9             | 42,90               |
| 2002 TX300 | cubewano          | 800                      | 709                      | —                        | —                        | 1,6–3,7          | 43,11               |
| Haumea     |                   |                          |                          |                          |                          |                  | 43,34               |
| Quaoar     | cubewano (1 måne) | 1290                     | 1260                     | 844                      | 1200                     | 10–26            | 43,58               |
| Makemake   |                   |                          |                          |                          |                          |                  | 45,79               |
| 2002 AW197 | cubewano          | 940                      | 793                      | 735                      | 890                      | ~5,2             | 47,30               |
| 2002 TC302 | 5:2 SDO           | 710                      | 1200                     | 1150                     | —                        | 0,78             | 55,02               |
| Eris       |                   |                          |                          |                          |                          |                  | 67,67               |
| 1996 TL66  | SDO               | —                        | 632                      | 460–690                  | —                        | 2,6?             | 82,90               |
| Sedna      | E-SDO             | 1800                     | 1500                     | < 1600                   | < 1500                   | 17–61            | 486,0               |

### Ellipsoidiska månar
Totalt 19 kända månar är massiva nog att formas runda av sin egen gravitation. Dessa himlakroppar har inga fysiska egenskaper som skiljer dem från dvärgplaneter, men anses inte tillhöra denna kategori då de inte har någon direkt omloppsbana kring solen. Dessa är jordens måne, Jupiters fyra galileiska månar (Io, Europa, Ganymedes och Callisto), Saturnus sju månar (Mimas, Enceladus, Tethys, Dione, Rhea, Titan och Iapetus), Uranus fem månar (Miranda, Ariel, Umbriel, Titania och Oberon), Neptunus måne (Triton) och Plutos måne (Charon).

## Kritik
I det omedelbara efterspelet efter IAU:s definition av dvärgplaneten, uttryckte ett antal forskare (inte minst från USA) uppfattningar som avvek från IAU:s resolution. Kampanjerna mot beslutet innehöll bland annat spridning av bildekaler och T-shirtar. Mike Brown (Eris upptäckare) stödde dock beslutet om att minska antalet planeter till åtta.
NASA har meddelat att de kommer utgå från de nya riktlinjer som tagits fram av IAU. Emellertid har Alan Stern, chef för NASA:s New Horizons, avvisat den nuvarande IAU-definitionen för planeter, både vad gäller att definiera dvärgplaneter som något annat än en form av planeter och även vad gäller att utgå från omloppsbanans struktur (istället för inre kännetecken) för att definiera objekt som dvärgplaneter. Därför betraktar han och hans team fortfarande Pluto som den nionde planeten.